# دمسون
الدَمْسُون أو الدمشقيّ أو خوخ دمشق أو كنش هو فاكهة حسليّة صالحة للأكل، وهي نوع فرعي من شجر البرقوق.